# Colgate-Palmolive

Logo-ul Colgate

Colgate-Palmolive Company este o companie americană care deține în portofoliu numeroase produse de igienă orală, săpunuri, detergenți și produse de îngrijire personală.
Colgate-Palmolive este lider mondial în producția de pastă de dinți.

## Colgate-Palmolive în România
Colgate-Palmolive a intrat pe piața din România în anul 1992, când a înființat societatea mixtă Colgate-Palmolive România, alături de Norvea Brașov, cu facilități de producție la Brașov și București.
După aceasta a relansat marca Super Cristal, destinată consumatorilor cu venituri medii și mici.
În anul 2005, Super Cristal se afla pe locul trei pe piață după Colgate, principalul brand al firmei Colgate-Palmolive, și Blend-a-med, marcă a firmei Procter & Gamble.
Colgate-Palmolive mai producea la Brașov cremele Norvea și after-shave-urile Damaris.
Colgate-Palmolive a cumpărat fabrica de săpun Stela din București, anunțând inițial o extindere a acesteia, dar în 2004, multinaționala a renunțat la planurile sale, construcția fiind demolată, iar pe teren a fost ridicat un supermarket.
În iulie 2006, Colgate-Palmolive a achiziționat pachetul de 24% deținut de societatea Norvea Brașov la Colgate-Palmolive România, pentru suma de 25 milioane de euro, ajungând astfel la o participație de 100% în cadrul filialei din România.
Colgate-Palmolive comercializează în România următoarele mărci:
detergenți de vase — Axion;
soluție de spălat geamuri — Ajax;
săpunuri și geluri de duș — Palmolive;
after-shave — Damaris;
deodorante — Lady Speed Stick și Mennen Speed Stick;
cosmetice — Norvea.
Număr de angajați în 2004: 300
Cifra de afaceri:
- 2006: 55 milioane euro[5]
- 2004: 37,6 milioane euro[3]
- 2003: 35 milioane euro[6]